# Acronis Backup
Acronis Backup — программа для резервного копирования и восстановления данных. Шифрование всех сохраненных резервных копий Acronis осуществляется во время их создания с помощью стандартного 256-битного алгоритма AES. Компанией-разработчиком получены сертификаты ФСТЭК России № 2677 на Advanced Server, № 2678 на Advanced Workstation и № 2681 на Server for Windows.